# Sowi dom
Sowi dom (ang. The Owl House) – amerykański serial animowany produkowany przez Disney Television Animation. Twórczynią serialu jest Dana Terrace. Światowa premiera odbyła się 10 stycznia 2020 na kanale Disney Channel. Jeszcze przed premierą, w listopadzie 2019, ogłoszono, że w planach jest produkcja drugiego sezonu serialu. Emisja polskojęzycznej wersji rozpoczęła się 4 stycznia 2021 roku na antenie Disney XD.
W maju 2021 potwierdzono, że premiera drugiego sezonu serialu odbędzie się 12 czerwca 2021 roku, jak i również przedłużenie serialu o trzeci sezon, który będzie się składał z trzech 44-minutowych odcinków. Potwierdzono również, że serial zakończy produkcję po trzech sezonach.
Sowi Dom cieszy się uznaniem zarówno krytyków, jak i widzów. Stał się szczególnie doceniony ze względu na reprezentację LGBTQ+, stając się pierwszym produktem Disneya, w którym w rolach głównych wystąpiła para tej samej płci. Serial zdobył również nagrodę w kategorii programów dla dzieci i młodzieży podczas 2021 Peabody Awards.

## Wydanie międzynarodowe
Sowi dom został wyemitowany w szeregu krajów. W Kanadzie zadebiutował 12 stycznia 2020, w Azji Południowo-Wschodniej – 20 marca 2020, w Ameryce Łacińskiej – 13 kwietnia 2020. We Francji miał premierę 15 kwietnia 2020, w Korei Południowej – 23 maja 2020, a w Japonii – 23 lipca 2020. Serial miał premierę w Wielkiej Brytanii i Irlandii 10 sierpnia 2020, w Holandii – 24 sierpnia 2020, w Niemczech – 31 sierpnia 2020, w Hiszpanii – 3 października 2020, w Afryce – 26 października 2020, a w Rumunii – 2 stycznia 2021.
30 października 2020 cały pierwszy sezon został opublikowany na platformie Disney+.

## Opis fabuły
Serial opowiada o losach dominikańsko-amerykańskiej nastolatki, która przedostaje się do magicznego królestwa i staje do walki z siłami zła wraz z buntowniczą wiedźmą i małym wojownikiem. Mimo że Luz nie posiada zdolności magicznych, realizuje marzenie o staniu się czarownicą.

## Bohaterowie

### Sezon 1
- Luz Noceda – pełna zapału nastoletnia dziewczyna pochodzenia latynoskiego, która przypadkiem przechodzi przez magiczny portal do świata demonów, po czym postanawia zostać czarownicą. Jest fanką komiksów o czarownicy Azurze. W pierwszym sezonie jej rywalką w szkole magii staje się Anita Plaga, jednak relacja uczennic szybko się polepsza.
- Ida Cierńszpon (ang. Eda Clawthorne) – buntownicza wiedźma, która zostaje mentorką Luz. Jest poszukiwana na Wrzących Wyspach za sprzedawanie ludzkich rzeczy i używanie „dzikiej” magii. Za sprawą klątwy rzuconej przez siostrę Lilith, Ida zamienia się w dzikiego, sowiego demona. W drugim sezonie udaje jej się częściowo opanować klątwę, dzięki czemu może przybierać świadomą formę harpii.
- Król (ang. King) – małe stworzenie, które mieszka z Idą, i twierdzi, że jest królem demonów. Z wyglądu przypomina kota i jest traktowany jak zwierzę domowe. W drugim sezonie Król zyskuje nowe moce oraz dowiaduje się, że wcale nie jest demonem, tylko ostatnim żywym Tytanem.
- Uhu (ang. Hooty) – sowo-podobny demon, który jest przytwierdzony do drzwi sowiego domu. Potrafi dostać się do każdego miejsca w domu dzięki niezwykle długiej szyi. W drugim sezonie staje się przyjacielem Lilith.
- Sowbert (ang. Owlbert) – sowa, palizman Idy.
- Anita Plaga (ang. Amity Blight) – utalentowana młoda wiedźma, najlepsza uczennica w szkole magii, z kierunku abominacji. Z początku nie znosi Luz, bo myśli, że ta chce jej popsuć życie. Podobnie jak Luz, czyta komiksy o Azurze.
- Witka Park (ang. Willow Park) – przyjaciółka Luz i Gusa oraz Anity, która uczęszcza do tej samej szkoły magii. W pierwszym sezonie Dyrektor osobiście przenosi ją na kierunek Magia Roślin.
- Augustus „Gus” Porter – przyjaciel Luz i Witki, który uczęszcza do tej samej szkoły magii. Jest dobrym iluzjonistą.
- Lilith Cierńszpon (ang. Lilith Clawthorne) – starsza siostra Idy, głowa cesarskiego kowenu. W ostatnim odcinku sezonu pierwszego zdradza Belosa i kowen, bierze też na siebie część klątwy Idy.
- Cesarz Belos – tajemniczy zamaskowany władca Wrzących Wysp i główny antagonista serialu. W drugim sezonie okazuje się, że jest on Philipem Whitebane - człowiekiem i siedemnastowiecznym łowcą czarownic, który za wszelką cenę chce zniszczyć magię i czarownicę Wrzących Wysp.
- Kikimora – asystentka Belosa, mały demon.
- Dyrektor Piącha (ang. Principal Bump) – dyrektor szkoły magii.
- Nochalka Mała (ang. Tiny Nose) – mały demon o wyglądzie nosa, który sporadycznie występuje w serialu.
- Strażnik Gniew – demon, który dawniej więził osoby niepasujące do norm społecznych.
- Basia (ang. Boscha) – jedna z przyjaciółek Anity w pierwszym sezonie.
- Gackowa (ang. Bat Queen) - początkowo uznawana za demona, w rzeczywistości jest Palizmanem, który utracił właściciela. Prowadzi przytułek dla porzuconych Palizmanów.
- Camila Noceda – matka Luz. Początkowo nie wie nic, że jej córka przebywa w innym wymiarze i myśli, że zgodnie z jej zaleceniem jest na letnim obozie, lecz zmienia się to w drugim sezonie.

### Sezon 2
- Vi (ang. Vee, Number 5) - bazyliszek, który uciekł z Wrzących Wysp. Z pomocą swojej mocy transformacji, przejmuje życie Luz i uczy się ziemskich zwyczajów.
- Hunter/Złoty Strażnik  (ang. Golden Guardian) - prawa ręka Belosa w drugim sezonie stworzona przez niego na kopię jego brata Caleba. Dawniej ślepo ufa cesarzowi, lecz ostatecznie go zdradza, gdy dowiaduje się o jego kłamstwach i planach dotyczących Wrzących Wysp.
- Franek (ang. Flapjack) - Kardynał, palizman Huntera.
- Szept/Szeptucha/Raine (ang. Raine Whispers/Whisp) - lider Kowenu Bardów i Grupy Buntowniczej przeciwko Cesarzowi, były partner życiowy Idy. Jest osobą niebinarną, w oryginalnej wersji językowej używa neutralnych płciowo form językowych.
- Terra Lwiapaszcza (ang. Terra Snapdragon) - liderka Kowenu Roślin.
- Darius Deamonne - lider Kowenu Abominacji.
- Gwendolina Cierńszpon (Gwendolyn Clawthorne) - matka Idy oraz Lilith. Należy do kowenu poskramiania magicznych stworzeń.
- Dell Cierńszpon (Dell Clawthorne) - ojciec Idy i Lilith. Zajmował się wyrabianiem Palizmanów.
- Zbieracz (ang. The Collector) - tajemniczy gwiezdny byt, współpracuje z Belosem w planach związanych z Dniem Jedności do momentu, gdy ten łamie obietnicę.

## Odbiór
Sowi dom spotkał się z pozytywnym przyjęciem krytyków. Otrzymał wysokie oceny między innymi na takich stronach jak Common Sense Media, Collider i Laughing Place.
Christian Broadcasting Network, konserwatywna chrześcijańska sieć telewizyjna, ostro skrytykowała serial, oświadczając, że jest on „częścią planu czarownic mającego na celu nadanie czarostwu pozytywnego wizerunku”. Opinię tę redakcja serwisu The Mary Sue określiła jako hiperboliczną i stwierdziła, że „zbuntowana latynoska czarownica” jest dla takich jak CBN „prawdopodobnie najstraszniejszą rzeczą”, jednocześnie uznając, że serial zapewnia dobrą rozrywkę.

### Reprezentacja osób LGBTQ+
Sowi dom został doceniony za obecność postaci ze spektrum LGBTQ+, w szczególności za rozwijający się romans pomiędzy głównymi bohaterkami, Luz i Anitą. 2 września 2020 roku Dana Terrace powiedziała, że Anita jest lesbijką, natomiast Luz jest biseksualna, co zostało później oficjalnie potwierdzone przez kierownictwo Disneya. Jest to pierwsza reprezentacja biseksualności w historii kanału Disney Channel oraz jedna z pierwszych prób przedstawienia społeczności LGBTQ+ w ramach produkcji Disneya. W odcinku Understanding Willow pokazano, że jedna z głównych bohaterek (Witka Park) ma dwóch ojców. W serialu pokazano także niebinarną postać Raine Whispers, która w oryginalnej wersji posługuje się zaimkami they/them. W Polsce imię tej postaci jest tłumaczone na "Szept" lub "Szeptucha".
W 2021 roku serial został nominowany do 32. edycji nagrody GLAAD Media Award w kategorii Outstanding Kids and Family Programming.

## Obsada
| Postać                | Głos (wersja oryginalna) | Głos (wersja polska)                                |
| --------------------- | ------------------------ | --------------------------------------------------- |
| Luz Noceda            | Sarah-Nicole Robles      | Anna Wodzyńska                                      |
| Ida Cierńszpon        | Wendie Malick            | Hanna Kinder-Kiss                                   |
| Król                  | Alex Hirsch              | Bartosz Martyna                                     |
| Uhu                   | Alex Hirsch              | Wojciech Urbański                                   |
| Witka Park            | Tati Gabrielle           | Magdalena Kaczmarek                                 |
| Augustus „Gus” Porter | Isaac Ryan Brown         | Paweł Szymański                                     |
| Anita Plaga           | Mae Whitman              | Joanna Derengowska                                  |
| Dyrektor Piącha       | Bumper Robinson          | Jacek Król                                          |
| Lilith Cierńszpon     | Cissy Jones              | Bożena Furczyk                                      |
| Cesarz Belos          | Matthew Rhys             | Krzysztof Cybiński                                  |
| Kikimora              | Mela Lee                 | Weronika Łukaszewska                                |
| Nochalka Mała         | Dana Terrace             | Weronika Łukaszewska                                |
| Strażnik Gniew        | Roger Craig Smith        | Zbigniew Dziduch (odc. 1) Grzegorz Pawlak (odc. 19) |
| Camila Noceda         | Elizabeth Grullon        | Bożena Furczyk                                      |
| Basia                 | Eden Riegel              | Anna Szpaczyńska                                    |
| Hunter                | Zeno Robinson            | Mateusz Narloch                                     |
| Szeptucha             | Avi Roque                | Agnieszka Matysiak                                  |
| Vi                    | Michaela Dietz           | Magdalena Herman-Urbańska                           |
| Zbieracz              | Fryda Wolff              | Magdalena Herman-Urbańska                           |

### Wersja polska
Wersja polska: SDI Media Polska
Dialogi: Kamila Klimas
Reżyseria: Wojciech Urbański
Tekst piosenki: Tomasz Robaczewski
Kierownictwo muzyczne: Anna Serafińska
Producent polskiej wersji językowej: Disney Character Voices International, Inc.

## Odcinki

### Spis serii
| Seria | Seria | Odcinki | Premierowa emisja (świat) | Premierowa emisja (świat) | Premierowa emisja (Polska) | Premierowa emisja (Polska) |
| Seria | Seria | Odcinki | Premiera serii            | Finał serii               | Premiera serii             | Finał serii                |
| ----- | ----- | ------- | ------------------------- | ------------------------- | -------------------------- | -------------------------- |
|       | 1     | 19      | 10 stycznia 2020          | 29 sierpnia 2020          | 4 stycznia 2021            | 28 stycznia 2021           |
|       | 2     | 21      | 12 czerwca 2021           | 28 maja 2022              | 1 listopada 2021           | 16 września 2022           |
|       | 3     | 3       | 15 października 2022      | 8 kwietnia 2023           | 1 lipca 2023               | 15 lipca 2023              |

### Spis odcinków

#### Sezon 1
| Premiera (świat)      | Premiera (Polska) | Nr | Tytuł polski                | Tytuł oryginalny                   |
| --------------------- | ----------------- | -- | --------------------------- | ---------------------------------- |
| 10.01.2020            | 04.01.2021        | 01 | Wiedźma i strażnik          | A Lying Witch and a Warden         |
| 17.01.2020            | 05.01.2021        | 02 | Wiedźmy przed Czarodziejami | Witches Before Wizards             |
| 24.01.2020            | 06.01.2021        | 03 | Byłam abominacją            | I Was a Teenage Abomination        |
| 31.01.2020            | 07.01.2021        | 04 | Intruz                      | The Intruder                       |
| 07.02.2020            | 08.01.2021        | 05 | Konwencja                   | Covention                          |
| 21.02.2020            | 11.01.2021        | 06 | Chodzący dom                | Hooty's Moving Hassle              |
| 28.02.2020            | 12.01.2021        | 07 | Zagubieni w bibliotece      | Lost in Language                   |
| 06.03.2020            | 13.01.2021        | 08 | Zamiana                     | Once Upon a Swap                   |
| 13.03.2020            | 14.01.2021        | 09 | Kto wrobił człowieka?       | Something Ventured, Someone Framed |
| 20.03.2020            | 15.01.2021        | 10 | Ucieczka Palizmanu          | Escape of the Palisman             |
| 11.07.2020            | 18.01.2021        | 11 | Rozważna i nieromantyczny   | Sense and Insensitivity            |
| 17.04.2020 18.07.2020 | 19.01.2021        | 12 | Drugie zaklęcie             | Adventure in the Elements          |
| 25.07.2020            | 20.01.2021        | 13 | Pierwszy dzień              | The First Day                      |
| 01.08.2020            | 21.01.2021        | 14 | Tycie Problemy              | Really Small Problems              |
| 01.08.2020            | 22.01.2021        | 15 | Wspomnienia Witki           | Understanding Willow               |
| 08.08.2020            | 25.01.2021        | 16 | Najsilniejszy lęk           | Enchanting Grom Fright             |
| 15.08.2020            | 26.01.2021        | 17 | Zagraj w mazgaja            | Wing It Like Witches               |
| 22.08.2020            | 27.01.2021        | 18 | Agonia wiedźmy              | Agony of a Witch                   |
| 29.08.2020            | 28.01.2021        | 19 | Młoda krew, stare dusze     | Young Blood, Old Souls             |

#### Sezon 2
| Premiera (świat) | Premiera (Polska) | Nr | Tytuł polski                 | Tytuł oryginalny                       |
| ---------------- | ----------------- | -- | ---------------------------- | -------------------------------------- |
| 12.06.2021       | 01.11.2021        | 20 | Na morzu                     | Separate Tides                         |
| 19.06.2021       | 02.11.2021        | 21 | Uniknąć relegowania          | Escaping Expulsion                     |
| 26.06.2021       | 03.11.2021        | 22 | Echa Przeszłości             | Echoes of the Past                     |
| 03.07.2021       | 04.11.2021        | 23 | Za wszelką cenę              | Keeping Up A-fear-ances                |
| 10.07.2021       | 05.11.2021        | 24 | Lustrzany cmentarz           | Through the Looking Glass Ruins        |
| 17.07.2021       | 08.11.2021        | 25 | Polując ma Palizmany         | Hunting Palismen                       |
| 24.07.2021       | 09.11.2021        | 26 | Requiem dla Idy              | Eda's Requiem                          |
| 31.07.2021       | 10.11.2021        | 27 | Pomocny Uhu                  | Knock, Knock, Knockin' on Hooty's Door |
| 07.08.2021       | 11.11.2021        | 28 | Jezioro zaćmienia            | Eclipse Lake                           |
| 14.08.2021       | 12.11.2021        | 29 | Bazyliszek                   | Yesterday's Lie                        |
| 19.03.2022       | 05.09.2022        | 30 | Parada z okazji Dnia Kowenów | Follies at the Coven Day Parade        |
| 26.03.2022       | 06.09.2022        | 31 | Gdzie indziej, kiedy indziej | Elsewhere and Elsewhen                 |
| 02.04.2022       | 07.09.2022        | 32 | Lotne Derby                  | Any Sport in a Storm                   |
| 09.04.2022       | 08.09.2022        | 33 | Wyciągając rękę              | Reaching Out                           |
| 16.04.2022       | 09.09.2022        | 34 | Piekło                       | Them's the Breaks, Kid                 |
| 23.04.2022       | 12.09.2022        | 35 | W umyśle Cesarza             | Hollow Mind                            |
| 30.04.2022       | 13.09.2022        | 36 | Na kraj świata               | Edge of the World                      |
| 07.05.2022       | 14.09.2022        | 37 | Labirynt iluzji              | Labyrinth Runners                      |
| 14.05.2022       | 15.09.2022        | 38 | Tytanie, gdzie jesteś        | O Titan, Where Art Thou                |
| 21.05.2022       | 16.09.2022        | 39 | Chmury na horyzoncie         | Clouds on the Horizon                  |
| 28.05.2022       | 16.09.2022        | 40 | Królewski Przypływ           | King's Tide                            |

#### Sezon 3
| Premiera (świat) | Premiera (Polska) | Nr | Tytuł polski     | Tytuł oryginalny      |
| ---------------- | ----------------- | -- | ---------------- | --------------------- |
| 15.11.2022       | 01.07.2023        | 41 | Dzięki nim       | Thanks to them        |
| 21.01.2023       | 08.07.2023        | 42 | Dla przyszłości  | For the future        |
| 08.04.2023       | 15.07.2023        | 43 | Wolność dla Wysp | Watching and dreaming |

### Odcinki krótkometrażowe
Seria odcinków krótkometrażowych, opartych na formacie aftershow, zatytułowana Look Hooo’s Talking miała swoją premierę na oficjalnym kanale Disney Channel w serwisie YouTube. Disney Channel rozpoczął również wypuszczanie serii krótkich filmików komediowych o nazwie Owl Pellets.